# Flavio Maestri
Pour les articles homonymes, voir Maestri.
Flavio Francisco Maestri Andrade, plus couramment appelé Flavio Maestri, né le 21 janvier 1973 à Lima au Pérou, est un footballeur international péruvien, aujourd'hui reconverti en entraîneur.

## Biographie

### Carrière de joueur

#### En équipe nationale
Flavio Maestri joue son premier match en équipe du Pérou, le 25 juin 1991, contre l'Équateur (2-2) et son dernier, le 13 octobre 2007, contre le Paraguay (0-0). Il marque son premier but en sélection le 8 juillet 1991 lors d'un match de la Copa América 1991 contre le Chili (défaite 4-2).
Il dispute en tout quatre Copa América : en 1991, 1993, 1999 et 2004. Il joue enfin 23 matchs comptant pour les tours préliminaires de la Coupe du monde, lors des éditions 1994, 1998, 2002, 2006 et 2010.
Au total, il compte 57 sélections et 11 buts en équipe du Pérou entre 1991 et 2007.
Buts en sélection
| Buts en sélection de Flavio Maestri | Buts en sélection de Flavio Maestri | Buts en sélection de Flavio Maestri                  | Buts en sélection de Flavio Maestri | Buts en sélection de Flavio Maestri | Buts en sélection de Flavio Maestri | Buts en sélection de Flavio Maestri |
|                                     | Date                                | Lieu                                                 | Adversaire                          | Score                               | Résultat                            | Compétition                         |
| ----------------------------------- | ----------------------------------- | ---------------------------------------------------- | ----------------------------------- | ----------------------------------- | ----------------------------------- | ----------------------------------- |
| 1.                                  | 8 juillet 1991                      | Estadio Municipal de Concepción, Concepción (Chili)  | Chili                               | 2-1                                 | 4-2                                 | CA 1991                             |
| 2.                                  | 11 juin 1993                        | Estadio Monumental Virgen de Chapi, Arequipa (Pérou) | Venezuela                           | 2-0                                 | 3-1                                 | Amical                              |
| 3.                                  | 11 juin 1993                        | Estadio Monumental Virgen de Chapi, Arequipa (Pérou) | Venezuela                           | 3-0                                 | 3-1                                 | Amical                              |
| 4.                                  | 19 avril 1995                       | Estadio Nacional, Lima (Pérou)                       | Chili                               | 1-0                                 | 6-0                                 | Amical                              |
| 5.                                  | 19 avril 1995                       | Estadio Nacional, Lima (Pérou)                       | Chili                               | 2-0                                 | 6-0                                 | Amical                              |
| 6.                                  | 19 avril 1995                       | Estadio Nacional, Lima (Pérou)                       | Chili                               | 4-0                                 | 6-0                                 | Amical                              |
| 7.                                  | 12 janvier 1997                     | Estadio Nacional, Lima (Pérou)                       | Chili                               | 1-0                                 | 2-1                                 | QCM 1998                            |
| 8.                                  | 20 août 1997                        | Estadio Agustín Tovar, Barinas (Venezuela)           | Venezuela                           | 0-3                                 | 0-3                                 | QCM 1998                            |
| 9.                                  | 30 mai 1999                         | Nishikyoguku Stadium, Kyoto (Japon)                  | Belgique                            | 1-0                                 | 1-1                                 | KC 1999                             |
| 10.                                 | 27 mars 2001                        | Estadio Nacional, Lima (Pérou)                       | Chili                               | 1-0                                 | 3-1                                 | QCM 2002                            |
| 11.                                 | 12 juillet 2004                     | Estadio Mansiche, Trujillo (Pérou)                   | Colombie                            | 2-2                                 | 2-2                                 | CA 2004                             |

### Carrière d'entraîneur
Devenu entraîneur, sa carrière se limite à deux expériences sur le banc en club : en 2014, il prend les rênes du Coronel Bolognesi en Copa Perú puis, l'année suivante, il dirige le Willy Serrato en 2e division du Pérou.
En 2022, il prend en charge l'équipe du Pérou olympique.

## Palmarès(joueur)
| Sporting Cristal - Championnat du Pérou (5) : - Champion : 1991, 1994, 1995, 1996 et 2002. - Meilleur buteur : 1994 (25 buts). |  | Universidad de Chile - Championnat du Chili (2) : - Champion : 1999 et 2000. - Coupe du Chili (2) : - Vainqueur : 1998 et 2000. |  | Alianza Lima - Championnat du Pérou (2) : - Champion : 2004 et 2006. |